# Bloch MB.150
Bloch MB.150 — французский истребитель-моноплан времён Второй мировой войны фирмы «Блох».

## История
Первый полёт самолёт совершил в 1937 году. Два года спустя первые серийные машины поступили на службу в ВВС Франции.
Снят с эксплуатации в 1944 г.

## Модификации
MB.150
прототип MB.150.01 с двигателем Gnome-Rhône 14N-07, 1 экземпляр
MB.151
прототип MB.151.01 и ранняя серийная модификация MB.151.C1; двигатель Gnome-Rhône 14N-35 (920 л. с.) (144 шт.)
MB.152
прототип MB.152.01 и улучшенная модификация MB.152.C1, выпускавшийся параллельно с 151.C1, двигатель Gnome-Rhône 14N-25 (1050 л. с.). (482 шт.)
MB.153
прототип MB.153.01 с двигателем Pratt & Whitney R-1830 Twin Wasp.
MB.154
проект с двигателем Wright R-1820 Cyclone. Не строился.
MB.155
прототип MB.155.01, переделанный из MB.152 и серийная модификация MB.155.C1, двигатель Gnome-Rhône 14N-49 (35 шт.)
MB.156
Проект с двигателем Gnome-Rhône 14R. Не строился.
MB.157
Прототип, переделанный из MB.152, двигатель Gnome-Rhône 14R-4 (1590 л. с.).

## Лётные данные
- Размах крыла, м: 10,30
- Длина, м: 8,60
- Площадь крыла, м2: 15,40
- Масса, кг
  - пустого самолета: 1700
  - нормальная взлетная: 2370
- Тип двигателя: Gnome-Rhone 14N-07
- Мощность, л. с.: 1 х 900
- Максимальная скорость, км/ч: 434
- Крейсерская скорость, км/ч: 370
- Экипаж, чел: 1
- Вооружение:
2 × 20-мм пушки HS404 (60 патронов на ствол), 
2 × 7,5-мм пулемета MAC 1934 (по 500 патронов)

ЛТХ для модификации MB.152
- Размах крыла, м 10,55
- Длина, м 9,10
- Высота, м 3,95
- Площадь крыла, м² 15,00
- Масса, кг
  - пустого самолета 2020
  - нормальная взлетная 2680
- Тип двигателя : Gnome-Rhone 14N 25
- Мощность, л. с. 1 × 1100
- Максимальная скорость, км/ч 515
- Крейсерская скорость, км/ч 450
- Практическая дальность, км 600
- Скороподъемность, м/мин 662
- Практический потолок, м 10000
- Экипаж чел: 1
- Вооружение: аналогично MB.150

## Эксплуатанты
Франция
- ВВС Франции: Groupe de Chasse (GC) I/1, II/1, II/6, I/8, II/8, II/9, III/9, II/10, III/10, Escadrille de Chasse I/55
- Авиация ВМС Франции: эскадрильи AC2 и AC3.

 Германия
- Люфтваффе: EJG 26, JG 103, Jagdlehrer Staffel.

 Греция
- Королевские ВВС Греции: 24-я истребительная эскадрилья.

 Польша
- Польские ВВС во Франции: GC 1/145 Varsovie[1]

 Румыния
- Королевские Румынские ВВС

Вишистская Франция
- Авиация Виши[2][3]: GC I/1, II/1, I/8, II/8, II/9, III/9, I/13, III/13.

 Великобритания
- Royal Air Force: 3 самолёта MB.152C.1, перегнанные после разгрома Франции польским асом Здзиславом Хеннебергом и его ведомыми; эксплуатировались до исчерпания запчастей.